# TKB-0146
Le TKB-0146 (en russe : ТКБ-0146) est un prototype de fusil d'assaut bullpup conçu par Igor Yakovlevich Stechkin au TsKIB SOO. L’arme a participé aux essais de fusil d’assaut du projet Abakan de l’armée russe,.
Le TKB-0146 pouvait tirer par rafales de deux coups à 2000 coups par minute ou un feu soutenu à 600 coups/min. Le passage du tir semi-automatique, au coup par coup, à un tir entièrement automatique était effectué par une queue de détente secondaire située derrière la détente principale. En pressant légèrement la détente principale, le fusil tirait un seul coup. Le fait de la presser à fond, de sorte qu’elle appuie sur la détente secondaire, permettait un tir entièrement automatique. Le passage au mode rafale à deux coups se faisait en actionnant un levier différent,.
L’AS[M] de Gennadiy Nikonov et la conception de Stechkin étaient les deux seules conceptions vraiment innovantes du concours Abakan qui ont réussi à atteindre la phase finale d’essai. Les six autres modèles concurrents qui sont allés aussi loin étaient basés sur des conceptions plus conventionnelles. Le fusil de Stechkin était légèrement plus précis que celui de Nikonov, mais il s’est avéré moins fiable, principalement parce qu’il accumulait plus d’encrassement. Le design de Nikonov a gagné et est devenu l’AN-94.
Deux exemplaires du TKB-0146 peuvent être vus dans le musée d'État des armes de Toula. L’un d’eux est un premier prototype qui a été configuré pour des rafales de trois coups plutôt que deux, ce qui est devenu l’option retenue pour les modèles ultérieurs.